# 速度計
速度計（そくどけい）またはスピードメーター (speedometer) とは、速度を計測するための計器のこと。鉄道車両、自動車、バイク、飛行機、船など多くの乗り物に速度計が装備されている。

## 概要
速度計の種類は、車輪の角速度（単位時間あたりにどれだけ回ったか）から速度を求める速度計、空気や水といった流体との対物速度を測定するピトー管、軌道上の人工衛星から送られてくる信号を利用したGPS速度計、光や音の反射波との位相の違い、すなわちドップラー効果を利用したドップラー速度計などがある。
速度計の単位は、自動車やバイクや鉄道車両であれば時速、船舶はノット、航空機はノットまたはマッハ数で表されることが多い。

## 自動車等

### 計器

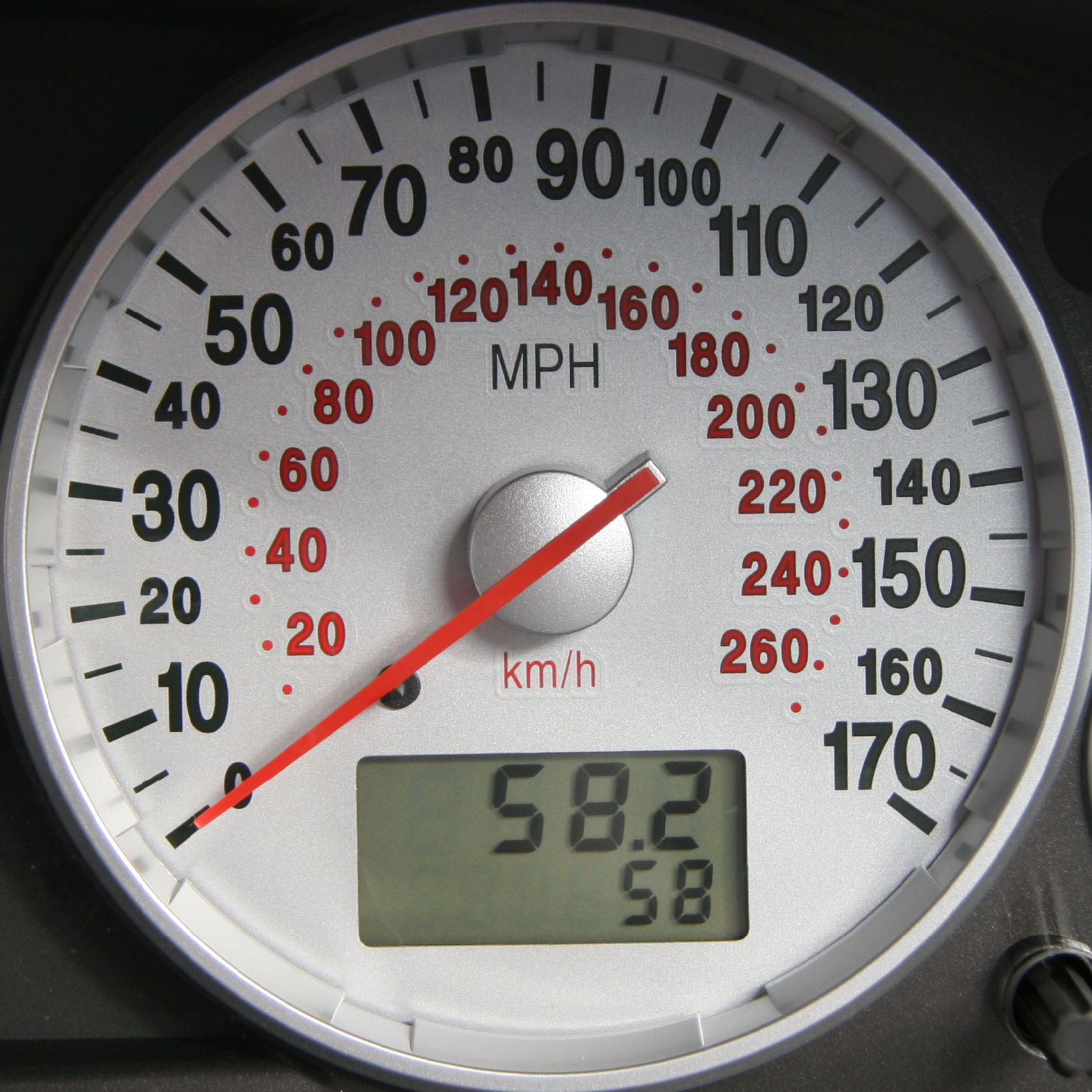
フォード・モンデオのスピードメーター｡欧州では英国がmphを､その他の多くがkm/hを使用するため両単位が併記されている｡

自動車用の速度計（スピードメーター）は表示方式によりアナログ式とデジタル式に分けられる。
また、作動方式によって、機械式、電気式、電子式に分けられる。
- 機械式 - トランスミッションと連結したギアを経由して回転しているフレキシブルシャフトの回転数を計測する方式[1]。メーター機構内ではアラゴーの円板の原理を応用し、シャフトの回転数によって変化するトルクをばねと釣り合わせる。
- 電気式 - トランスミッションに装着した車速センサーや車輪の回転センサーの信号を車載コンピュータに送って針を動かす方式[1]。
- 電子式 - トランスミッションに装着した車速センサーや車輪の回転センサーの信号を電気的に演算してデジタル表示する方式[1]。

取り付け位置は、大概の車種においてダッシュボードの運転席側上部か中央上部（センターメーター）、オートバイにおいてはハンドル中央部かカウル内に搭載されている。近年は、タコメーターや燃料計、水温計などの他計器類と一体化したコンビネーションメーターの形で搭載されている車種が多い。また、近年取り扱われている高級車や上級乗用車では速度計が機械からLEDを使用したデジタルメーターや液晶モニタ表示になったものもある（グラスコックピット参照）。
1980年代にはセグメント式のデジタルメーターも採用されたことがある。
作動方式は電子式でアナログメーターを電子的にビジュアル化して表示する形式も多く採用されている。
自動車の速度計（スピードメーター）に表示される数値は、タイヤの摩耗や空気圧による外周長変化の影響や、法定速度の超過の問題を減らすために、実際の走行速度より幾分速い数値が表示されるよう設定されている。
日本国内向けに販売されている国産車では表示の単位はキロメートル毎時 (km/h) であるが、マイル単位が主流の国ではマイル毎時 (mph) で表されることも多い｡海外ではたとえばカナダとアメリカを相互に行き来する、イギリス車が大陸ヨーロッパに輸出されるといったように、km/h表示の地域とmph表示の地域で同一のメーターを使用したい場合も間々あるため、両単位を併記した（デジタル表示の場合は単位を切り替え可能な）速度計もある。

### 欧米
自動車用の速度計のうちアナログのスピードメーターはドイツ車、イタリア車、イギリス車、アメリカ車などでは偶数表記を採用しているが、フランス車（プジョー、シトロエン、ルノー）は奇数表記となっている。
フランスでは市街地の制限速度が50 km/h、自動車専用道路（対面通行2車線）と一般道の制限速度が90 km/h、中央分離帯のある4車線の自動車専用道路が110 km/h、高速道路（オートルート）が130 km/h（ただし、雨天時は110 km/hに減速）と奇数設定のため、ドライバーに制限速度が視認しやすいようにアナログのスピードメーターも奇数表記になっている。フランス車のプジョーRCZのスピードメーターには50 km/h、110 km/h、130 km/hの3箇所の目盛りに赤い目印が付けられている。ただし、フランス車でも偶数と奇数の両方を取り入れている車種もある。

### 日本

#### 自動車
速度計の設置根拠法である道路運送車両法において125 cc以下の2輪の自転車および50 cc以下の3輪以上は自動車は原動機付自転車とされる（道路運送車両法施行規則 第1条）。道路交通法で自動二輪車の扱いを受ける50 ccを超え125 cc以下の第二種原動機付自転車については、#原動機付自転車の項目を参照のこと。
速度計は道路運送車両法第41条17号（自動車の装置）および道路運送車両の保安基準 第46条第1項（速度計等）により定められているとおり、法律上日本では必須の装備である（ただし、最高速度が20 km/h未満の自動車や被牽引自動車は除く）。ただ装備されていればよいというものではなく、走行中に運転者が容易に確認できる位置に設置しなくてはならず、また平坦な舗装路面での走行時において実速度と著しい誤差があってはならないものとされている。
ただし、最高速度が35 km/h未満の大型特殊自動車及び農耕作業用小型特殊自動車（例・農耕用トラクター）については、原動機回転計が速度計の代わりとして認められているため、速度計自体は必須とはならない場合がある。

#### 原動機付自転車
第一種原動機付自転車（50 cc以下）の速度計は、そのほとんどが60 km/hまで刻まれたものが装備されており、60 km/hで自主規制によるスピードリミッターが作用するようになっている。
第二種原動機付自転車（125 cc以下。小型自動二輪車と称される）の場合は、車種にもよるが100 km/h辺りまで刻まれている。なお、第二種原動機付自転車の法定速度は60 km/hであるが、一般道路では最高速度が80 km/hまで引き上げられる可能性があるものの、こちらは原動機の性能上および実用上の観点から、必要充分な範囲までしか目盛りが刻まれていない。
原動機付自転車の速度計は法令上、自動車とは別に定義されており、道路運送車両法 第44条11号（原動機付自転車の構造及び装置）および道路運送車両の保安基準 第65条の2（速度計）により定められているが、法規制自体は自動車の場合とほぼ同一である。

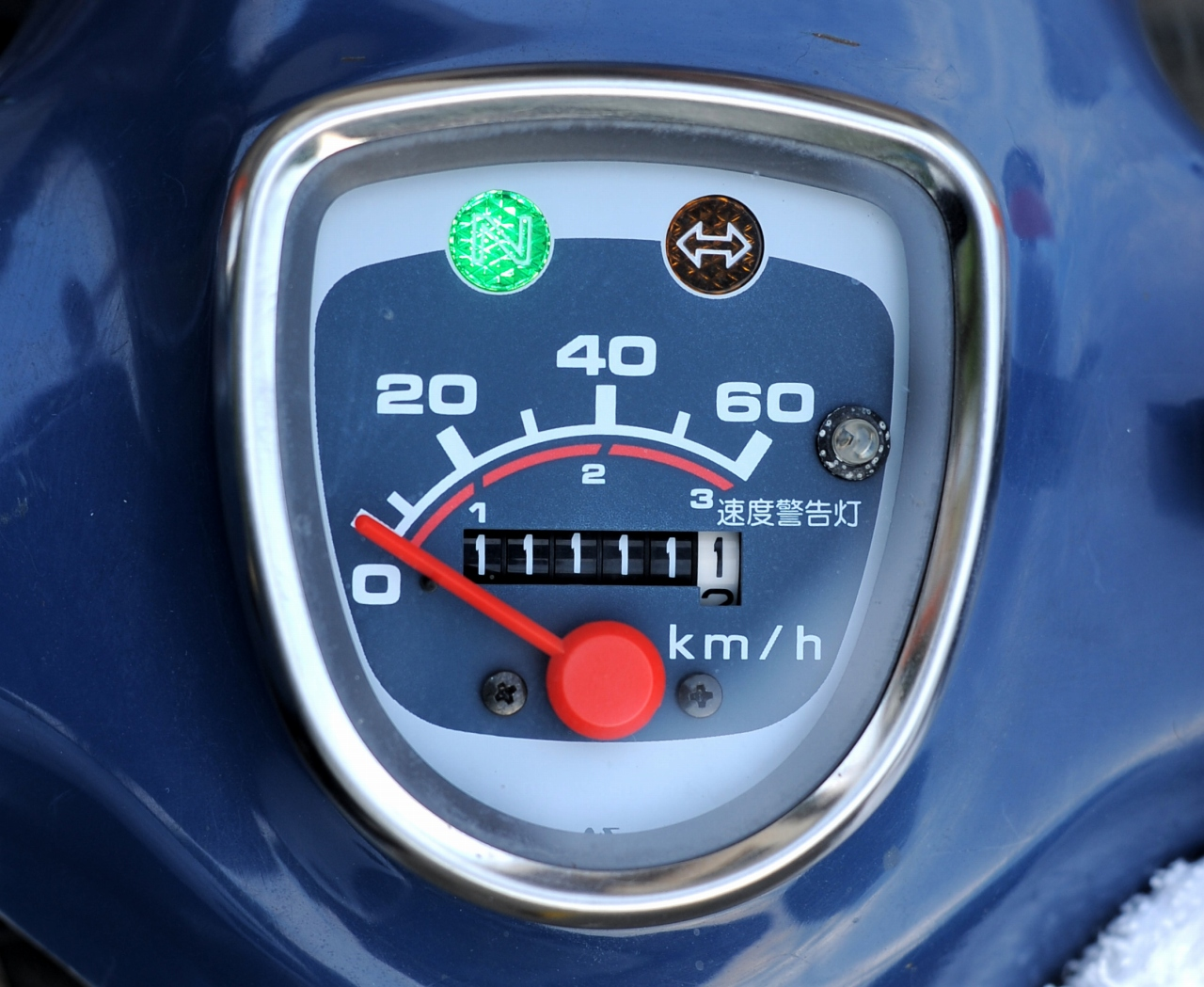
ホンダ・スーパーカブ50の速度計。第一種原動機付自転車の例。
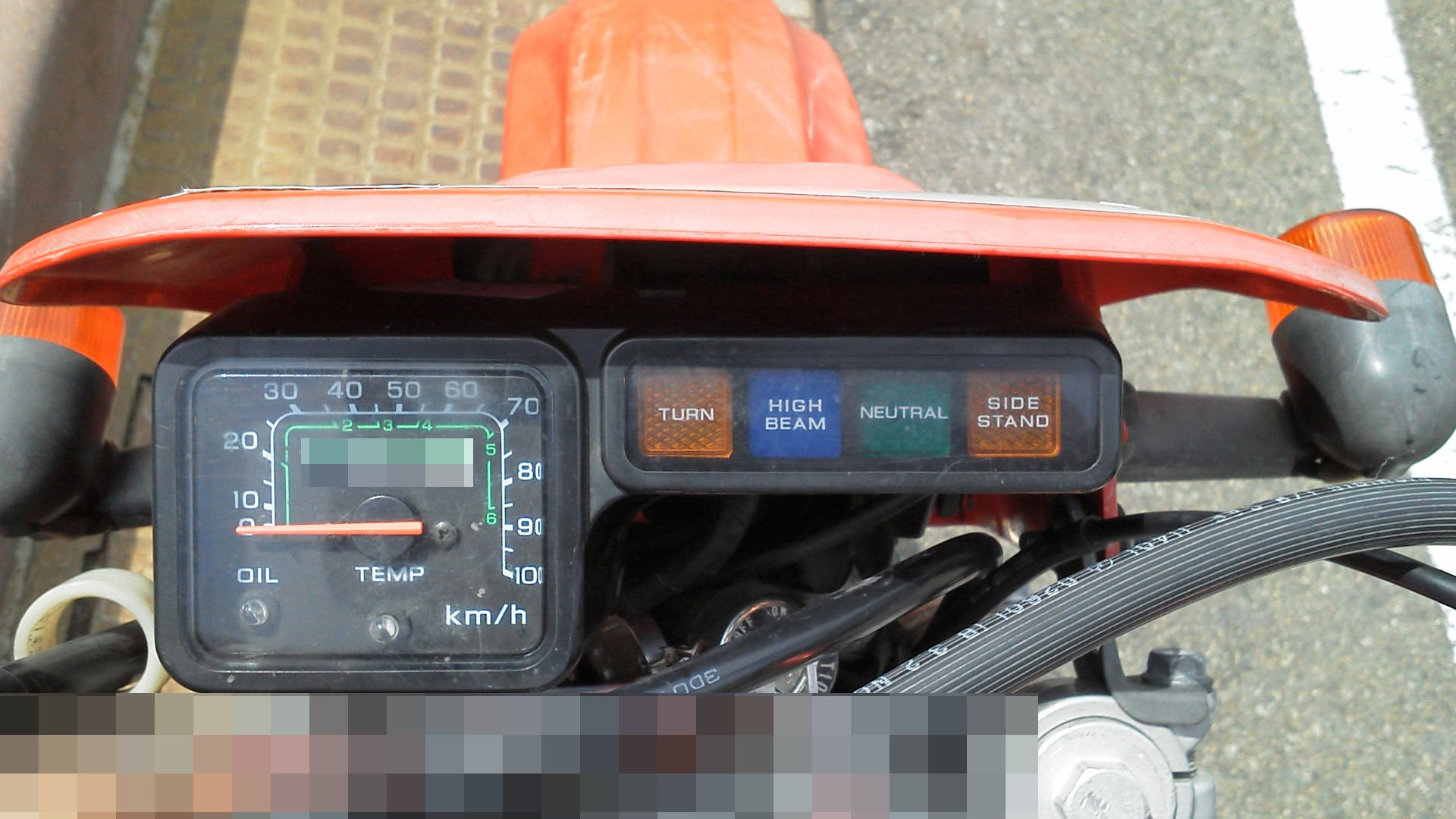
ホンダ・CRM80の速度計。第二種原動機付自転車の例。

## 鉄道車両
鉄道車両の速度計は、信号・ポイント・曲線での制限速度の確認などの安全面、列車ダイヤを正確に守る定刻性などで重要な計器であり、運転台の正面の一番見やすい位置に設置される。形としては丸形のものが多いが、横形のものも見られる。また、速度の検知は、車軸に小型の速度発電機を取付けて発生する電圧や周波数を計測する方式と駆動装置の歯車を磁気誘導でカウントする方式がある。速度表示の刻みについては、在来線の電車や気動車においては、普通・快速列車向けの多くが120 - 140 km/hまで、特急列車向けの多くが160 - 180 km/hまで刻まれている。
新幹線は高速で走ることから地上の信号の確認が困難なため、すべてATCになっており（山形新幹線・秋田新幹線等のいわゆる「ミニ新幹線」の在来線改良区間を除く）、全車に車内信号表示灯が付き、走行する線区の最高速度にあわせて300 - 400 km/hまで刻まれている。
近年、営業開始した車両では速度計が機械からLEDを使用したデジタルメーターや液晶モニタ表示になったものもある（グラスコックピット参照）。
アナログ式電気計器の場合、可読性の観点から目盛り範囲の大きく取れる広角度指示計（一般に110 mm角の大きさ）を採用している場合が多い。なお山手線などの自動列車制御装置 (ATC) の区間を走る電車の場合は、速度計の外周を使い、速度目盛りとATCの指示速度とが一致する場所に車内信号表示灯が付く。
従来形の路面電車や、以前の東京メトロ銀座線の車両には速度計が付いていない。
車両によっては乗客向けの速度計を装備したものがある（かつてのビュフェ車や修学旅行用車両、名古屋鉄道の特急形車両など）。

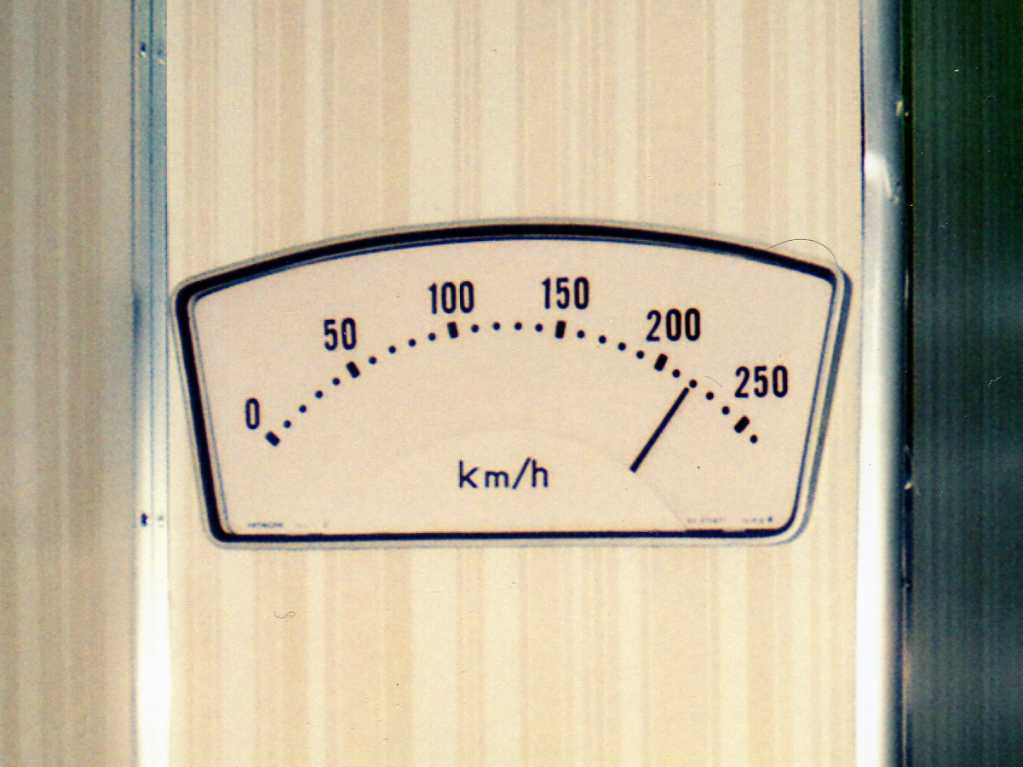
新幹線0系のビュフェ車
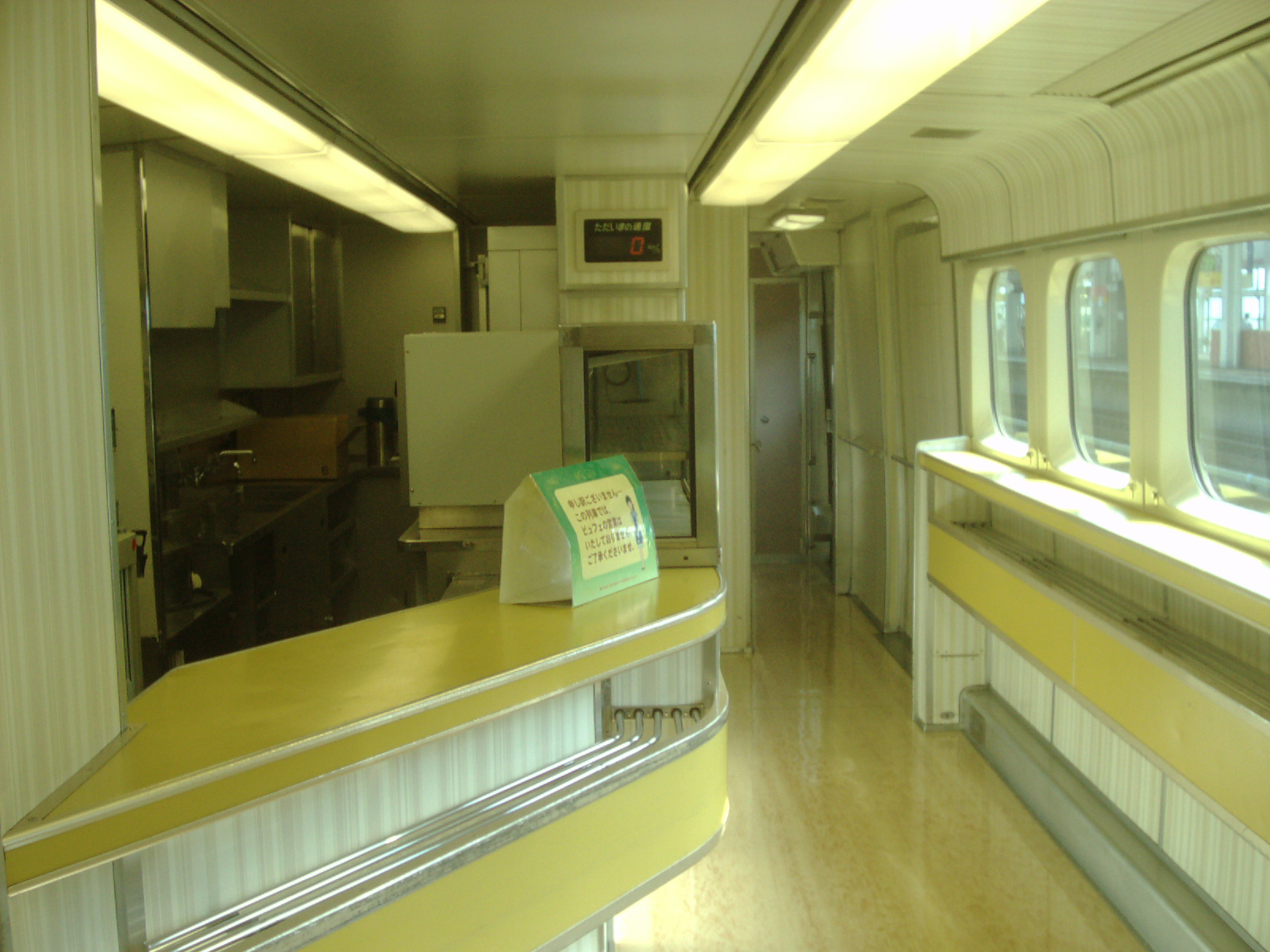
同じく200系（デジタル）
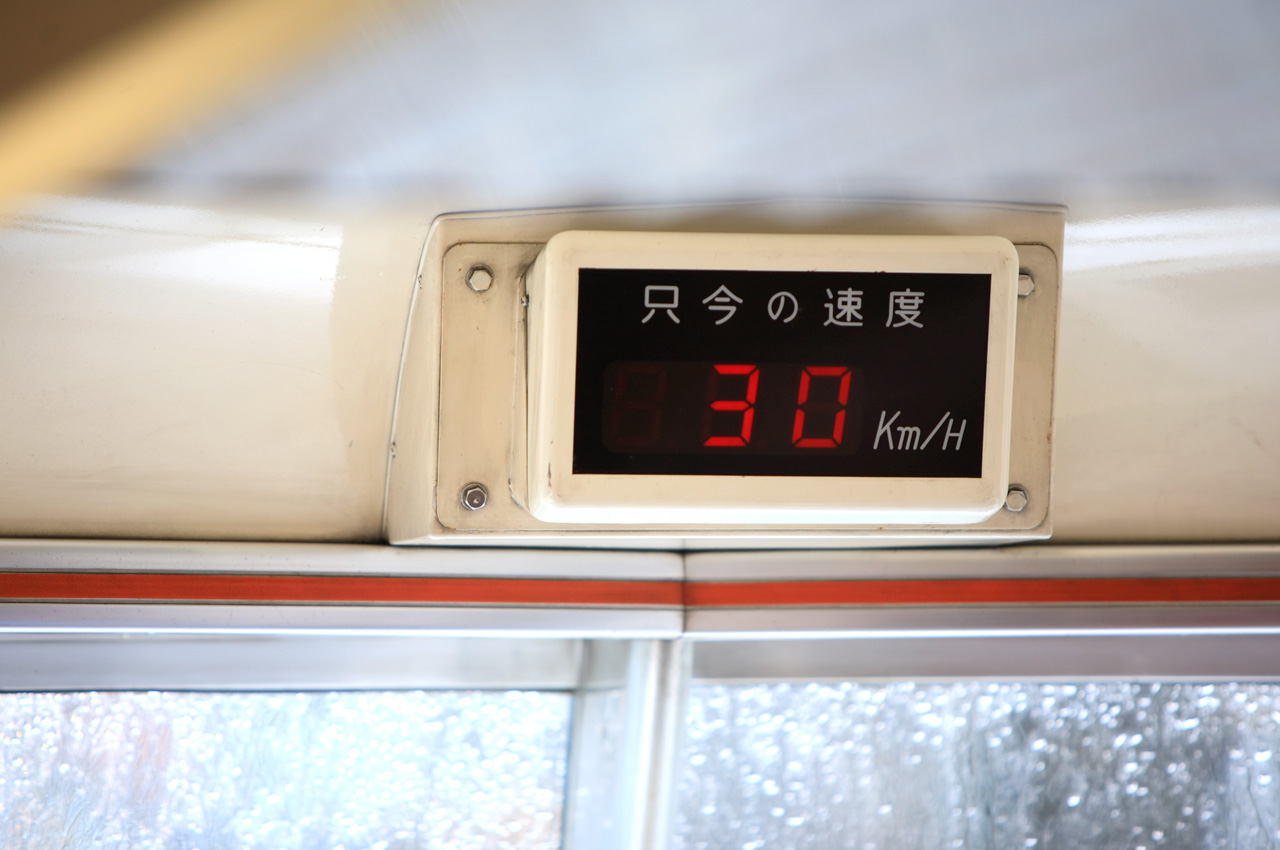
名鉄7000系（デジタル）
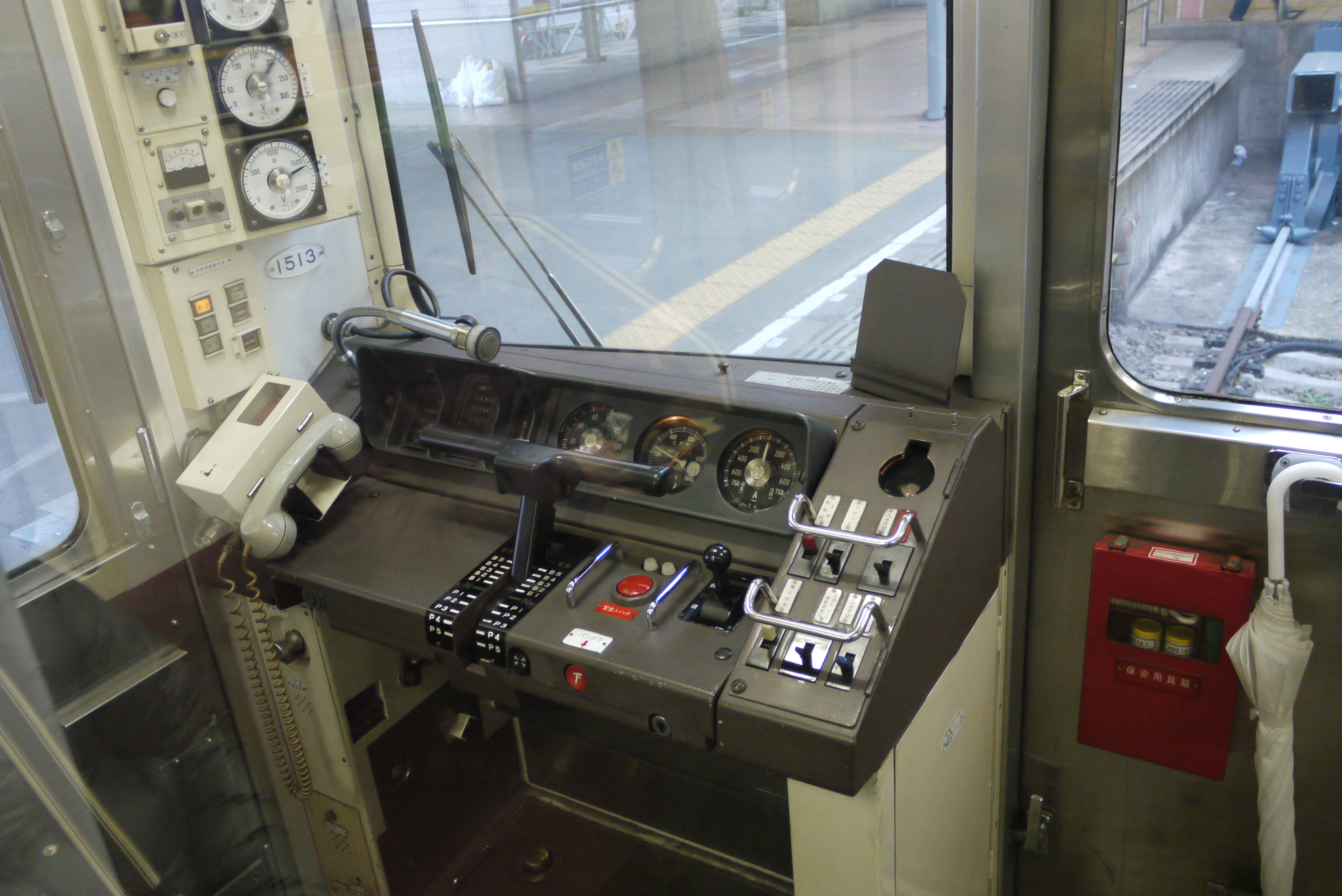
京急1500形（アナログ）
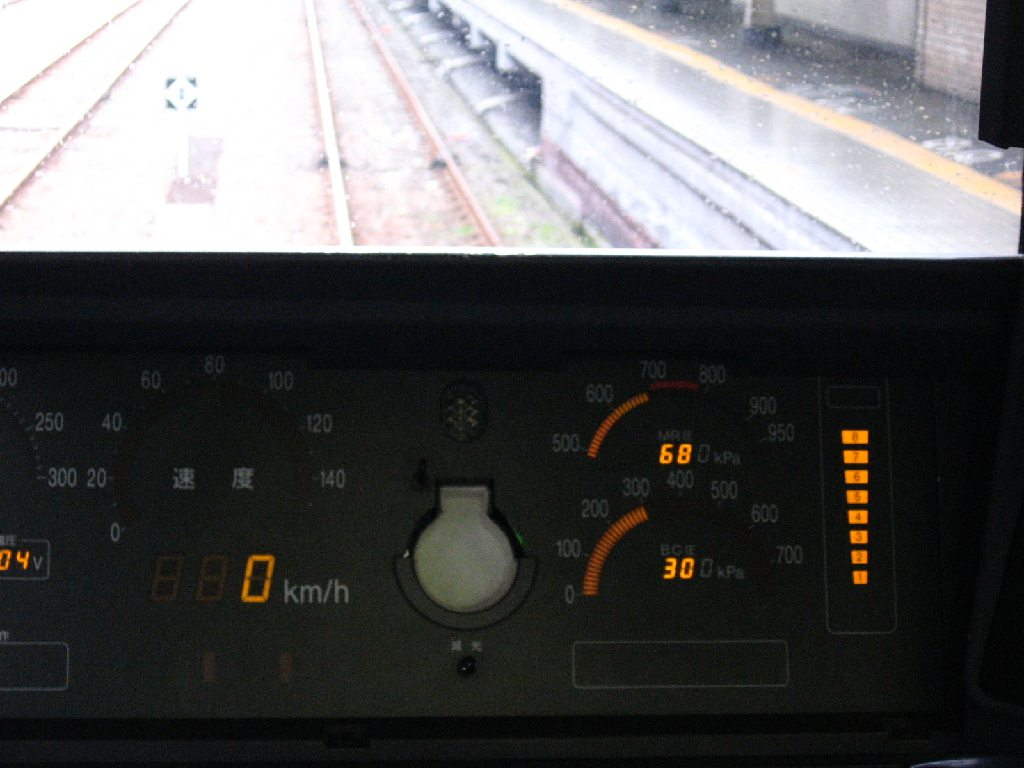
JR西日本207系（デジタル）

## 航空機
古くから現在に至るまで、対気速度計 (ASI, airspeed indicator) と呼ばれる航空計器が広く使われている。これはピトー管を利用して計測した全圧と静圧を、全圧から静圧を引いた動圧を測定することにより、対気速度を求めるもので、この時の計器の指示は、航空機の近くの気流の乱れや、速度・姿勢・フラップの位置などで変わる、全圧・静圧系統の誤差と速度計自体の誤差を含んだ指示対気速度 (IAS: indicated air speed) であり、IASから、その誤差を修正した CAS（calibrated air speed, 較正対気速度）、CASから空気の圧縮性の影響を排した値に直したEAS（equivallent air speed, 等価対気速度）、さらに高度や温度の変化により空気の密度が変化することで速度計の指示が変化する誤差を修正したTAS（true air speed, 真対気速度）、があり、一般的な対気速度計で表示されるのはIASである。翼に発生する揚力を考える際など、機体の操縦において問題となるのは対気速度であり、たとえば失速速度や超過禁止速度などは対気速度で指示され、単発機と多発機では速度計は異なる。また、真対気速度計もある。
また、対気速度計には、目盛板の周辺にカラー・マークが付いており、その航空機のいろいろな速度限界を、共通の色標識で表示することにより、飛行中での安全の確認が簡単に分かるようにしている。
色標識の意味は以下の4つあり
- 赤色放射線：運用禁止限界
- 緑色弧線：常用運用範囲（フラップを上げて格納した飛行状態での常用運用範囲）
- 黄色弧線：警戒範囲
- 白色弧線：フラップ操作範囲（フラップが操作できる速度範囲）

高高度や音速付近やそれを超える高速で飛行する場合の航空機では、高高度では温度の低下により音速が低下し、対気速度が音速に接近すると、機体の一部が音速以上となって衝撃波が発生する危険があるため、飛行中において、音速に対してどの程度の速さを知るマッハ計を装備して対気速度計と別に持つか、あるいは、PFD (primary flight display) のような統合計器に集約されているか、または、対気速度計に高度により変化する音速に応じて、その航空機の最大運用限界速度を変えて指示する、赤白の斜縞に塗られた指針（Barber Pole)を装備した、最大運用限界速度計を装備している。また、飛行中でのエア・データ（気圧高度・対気速度・外気温度など）の計測が複雑になるため、計測した全圧と静圧や静圧の誤差を修正するセンサーからの電気信号をエア・データ・コンピュータに入力して計算された対気速度や最大運用限界速度を対気速度計に電気信号を送り出して指示している。

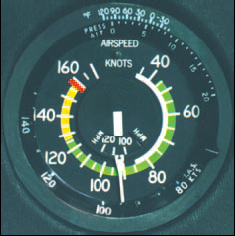
小型機用の対気速度計。緑色の帯 (green arc) はフラップを上げて格納した飛行状態における常用運用範囲である。下限が失速速度 (VS1)、上限（黄色帯との境界）が最大（構造）巡航速度 (VNO)。白帯 (white arc) はフラップ操作範囲で、下限が失速速度 (VSO)、上限が最大フラップ下げ速度 (VFE)である。黄色帯 (yellow arc) は警戒範囲である。黄色帯の上限の端にある赤い線 (red line) は運用禁止限界速度(VNE) である。
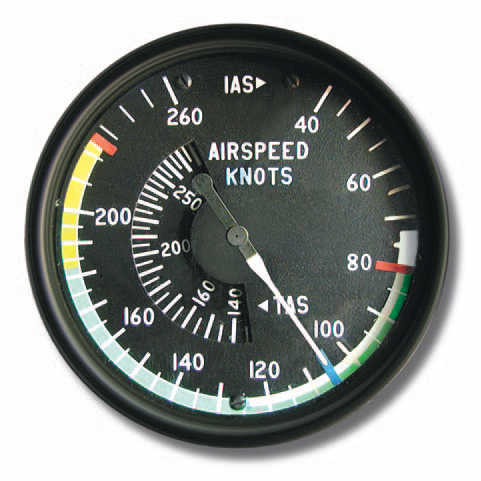
多発機用の対気速度計。緑帯の下限にある赤い線は臨界発動機 (w:critical engine) 不作動時における最小操縦速度 (Vmc)である。針が指している青い線は臨界発動機不作動時において最良上昇率を達成する速度 (VYSE)である。
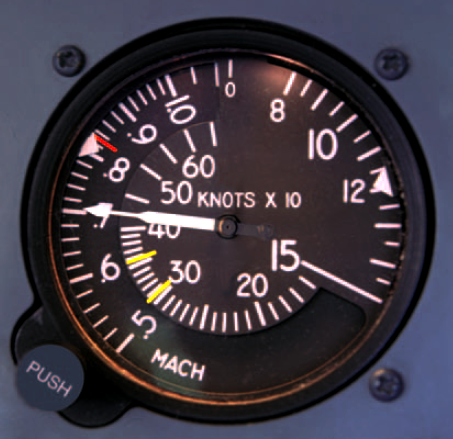
一般的なジェット機では、対気速度計とマッハメーターを1つの計器にまとめ、対気速度およびマッハ数を示す同心円状のインジケータを搭載している。
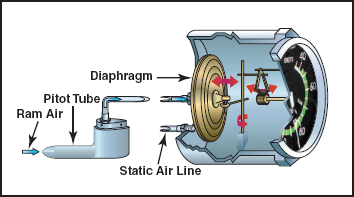
対気速度計の作動原理。ピトー管から対気速度計内のダイアフラムまで全圧が導入される。全圧から周囲大気の静圧を引いた差圧が動圧であり、動圧から対気速度が算出される。大型ジェット機などではこのように計器まで直接空気が導かれてはおらず、エア・データ・コンピュータを介して電気信号で指示される。
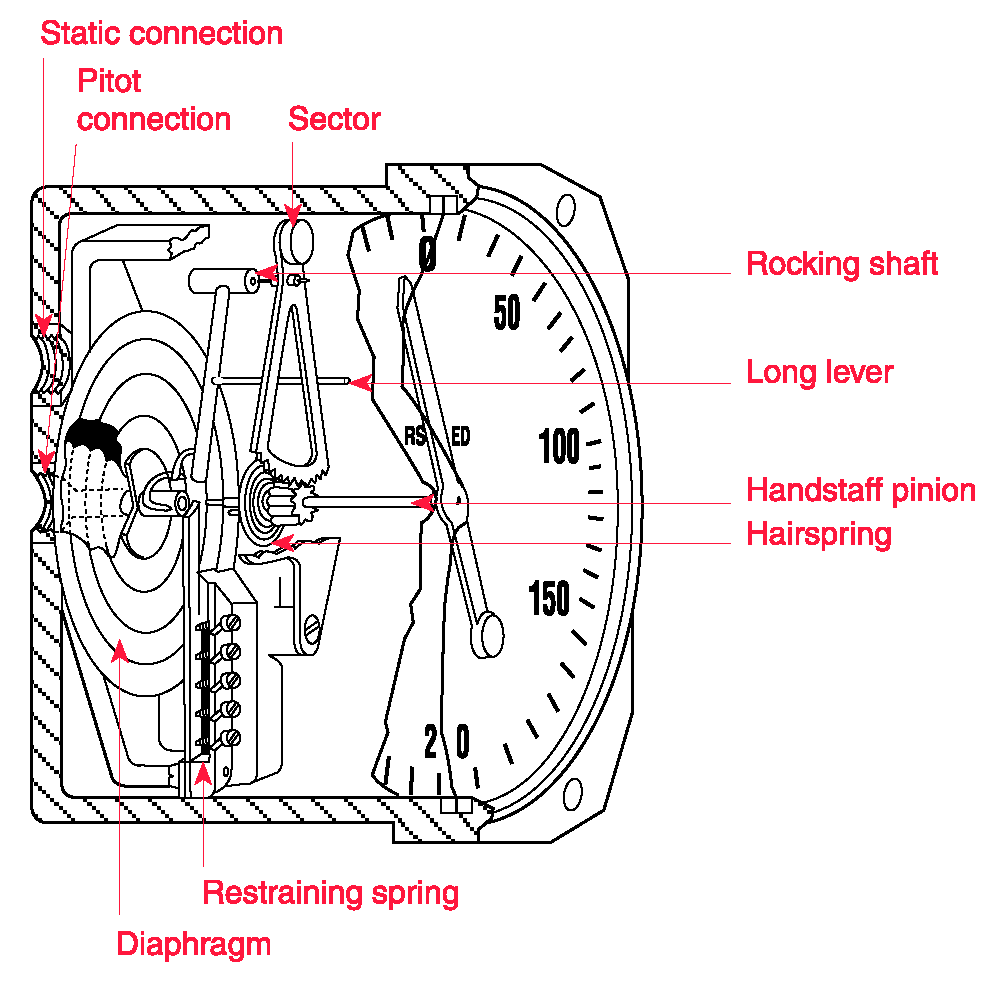
対気速度計の断面図
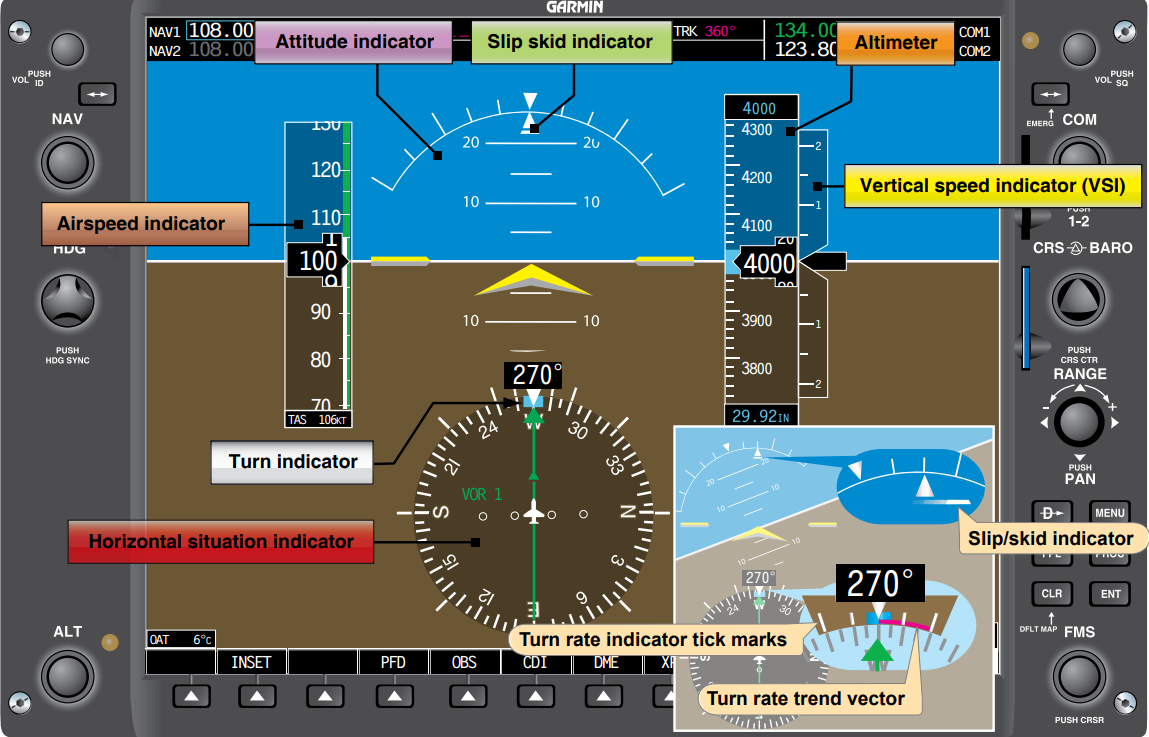
グラスコックピットのデジタルディスプレイ計器。中央に姿勢指示器があり、その左側に速度計、右側に高度計が表示される。

一方、航法（ナビゲーション）の際には地上に対する移動速度である対地速度 (GS, ground speed) が問題となる。周囲の空気自体が動いている場合、すなわち風が吹く中を飛行する際には、対気速度と対地速度とは異なる。特に、乱気流やジェット気流のような強い気流の中を飛ぶ場合には差が大きくなる。一般に長時間飛行すると対気速度で計算した距離と実際の飛行距離との誤差が大きくなる。この誤差を補正するために、古くからディレクショナル・ジャイロ（DG, 定針儀）による自立飛行技術が使われてきたが、近年では慣性航法装置が使用されたり、さらに現在ではグローバル・ポジショニング・システム (GPS) の一般化・低価格化により、ジャイロスコープよりもGPS速度計を搭載した航空機が多くなっている。
現在の多くの航空機はピトー管を利用した対気速度計と対地速度計との両方が搭載されているか、両者の機能を兼ね備える統合計器をもつ。

## 船舶
船舶の場合は航空機と同じように、接する水（流体）との速度差であればピトー管やドップラー速度計が使われるが、対流体と対地とでは速度表示に差が出るため、古くは星を観測し、方位磁針・海図などを駆使した航海術で自船の位置を割り出して速度を得ていた。現在では航空機と同じようにGPSで位置と速度を割り出す。
特に大型船舶の場合、接岸速度計と呼ばれる、港での接岸専用の速度計を持っているものがある。これはレーザーが反射する際のドップラー効果を利用する、ドップラー速度計が主流である。

## 自転車
かつては機械式の速度計もあったが、現在は磁石とセンサーを使用した電子式のものが主流で、サイクルコンピュータと呼ばれる。速度だけでなく、オドメーターなどの機能も兼ねる。